# Francesca Gregorini

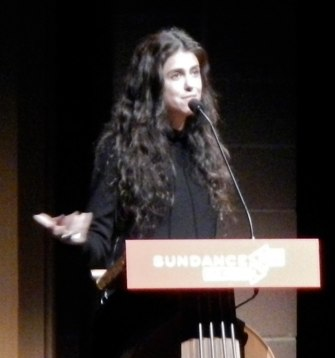
Francesca Gregorini, 2013

Francesca Gregorini (* 7. August 1968 in Rom als Gräfin Francesca McKnight Donatella Romana Gregorini di Savignano di Romagna) ist eine italienisch-US-amerikanische Regisseurin, Drehbuchautorin und Filmproduzentin. Darüber hinaus arbeitete sie auch als Sängerin und Songwriterin.

## Leben und Karriere
Francesca Gregorini wurde 1968 als Tochter der Schauspielerin Barbara Bach und Augusto Gregorini in Rom geboren. Sie ist die ältere Schwester von Gianni Gregorini, der als Präsident ihrer US-amerikanischen Produktionsfirma, Pisces Rising Productions vorsteht. Gregorini spricht fließend Italienisch und Englisch und besuchte die Brown University in den Vereinigten Staaten, eine der ältesten und renommiertesten Universitäten der USA, angesiedelt in Providence, der Hauptstadt des US-Bundesstaates Rhode Island. Dort studierte sie Theaterwissenschaft und Semiotik.
Gregorini begann ihre Karriere zu Beginn der 2000er Jahre zuerst als Sängerin und Songwriterin; sie steuerte zwei Songs zum Soundtrack des Films See Jane Run 2001 bei, wo sie auch eine kleine Gastrolle spielte. Daneben arbeitete sie auch als Sängerin und Musikerin (Gitarre und Bass). Im Jahr 2003 veröffentlichte sie das Album Sequel, bevor sie dann ins Filmbusiness wechselte und begann als Drehbuchautorin zu arbeiten. Sie schrieb die Pilotfolge von Motel Novella die sie mit Joe und Anthony Russo für die HBO entwickelte. 2009 inszenierte Francesca Gregorini als Regisseurin, Drehbuchautorin und Produzentin mit dem Drama Die Mädchen von Tanner Hall, in den Hauptrollen spielten Rooney Mara, Georgia King, Brie Larson ihren ersten eigenen Kinofilm. 2009 feierte der Film auf dem Toronto International Film Festival seine Premiere.
2013 inszenierte Gregorini den Thriller The Truth About Emanuel in der Besetzung Kaya Scodelario, Jessica Biel und Alfred Molina. Beim Sundance Film Festival wurde sie dafür mit einer Nominierung für den Grand Jury Prize in der Kategorie Dramatic geehrt. Darüber hinaus war der Film 2013 auch beim LA Femme Film Festival in der Kategorie Best Feature Director nominiert.
Francesca Gregorini ist die Stieftochter von Beatles-Drummer Ringo Starr und die Nichte von Marjorie Bach und Joe Walsh. Darüber hinaus ist sie die Stiefschwester der beiden Schlagzeuger Jason Starkey und Zak Starkey sowie der Visagistin Lee Starkey.
2004 endete ihre dreijährige Liebesbeziehung mit der Schauspielerin Portia de Rossi.
Im Januar 2020 verklagte sie M. Night Shyamalan wegen angeblichem Plagiarismus in Bezug auf die von ihm produzierte Serie Servant, die Klage wurde jedoch abgewiesen und sie musste die Kosten des Verfahrens tragen.

## Auszeichnungen
- 2013: Grand-Jury-Prize-Nominierung beim Sundance Film Festival in der Kategorie Dramatic für The Truth About Emanuel
- 2013: LA-Femme-Film-Festival-Nominierung beim in der Kategorie Best Feature Director für The Truth About Emanuel

## Filmografie
Als Regisseurin
- 2009: Die Mädchen von Tanner Hall (Tanner Hall)
- 2013: The Truth About Emanuel
- 2016: Humans (Fernsehserie, 2 Episoden)
- 2017: Philip K. Dick’s Electric Dreams (Fernsehserie, 1 Episode)
- 2019: Chambers (Fernsehserie, 1 Episode)
- 2019: Killing Eve (Fernsehserie, 2 Episoden)
- 2019: The Hypnotist’s Love Story (Fernsehserie, 1 Episode)
- 2022: The Dropout (Fernsehminiserie, 2 Episoden)

Als Drehbuchautorin
- 2009: Die Mädchen von Tanner Hall (Tanner Hall)
- 2013: The Truth About Emanuel

Als Filmproduzentin
- 2009: Die Mädchen von Tanner Hall (Tanner Hall)
- 2013: The Truth About Emanuel

## Diskografie
- 2003: Sequel